# Нуно Гонсалвиш
Нуно Гонсалвиш (на португалски: Nuno Gonçalves) е португалски художник от XV век, един от първите португалски художници. Неговото основно и единствено с голяма вероятност принадлежащо му произведение е Полиптих на св. Винсент.
Полиптихът е намерен през 1880-те г. в манастира „Сен Винсенте де Фора“ в Лисабон и изобразява хора (дворяни, включвайки известни съвременници на Гонсалвиш, духовенство и обикновени хора) от Португалия през XV век. От момента на откриването на полиптиха през XIX век не прекъсват споровете около личността на автора и изобразените на полиптиха хора. Често се приема, че на третия панел е изобразен принц Енрике Мореплавателят, но даже този факт няма документално потвърждение и понякога се поставя под съмнение.

## Произведения

### „Полиптих на свети Винсент“
- „Полиптих на свети Винсент“

Полиптихът предизвиква много спорове, тъй като в изобразените лица сякаш е закодирана определена информация.
Първият панел е Панелът на монасите. В него има черен фон горе вдясно, който ограничава фигурите. Този фон се слива с брадата на единия монах. От друга страна фигурите отпред в бяло са доста дефинирани, дори прецизно са изписани определени сенки от техните дрехи или фигури.
На него са представени членове на редовното духовенство - част от духовенството, което включва монаси. Първоначално този панел е свързан с този на реликвите. Когато обаче творбата е реставрирана през 1909 г. от Лучано Фрейре, те са разделени.
Представените герои са идентифицирани като цистерцианци, тъй като са в бели дрехи, но са разгледани и други хипотези, като се предполага, че са августинци от манастира „Сен Винсенте де Фора“ в Лисабон.
На този панел има два елемента, които трябва да се подчертаят, както поради тяхната символика, така и поради неясното им представяне. Първо, неясното пространство, което се появява в горния десен ъгъл. Смята се, че това може да е дърво, ствол, кръст или дори нещо свързано с почитането на св. Винсент. Много е трудно да се каже със сигурност за какво става въпрос. Може да се каже, че не става дума само за тъмно пространство, защото в живописта, за разлика от фотографията, всяко пространство е обект на внимание и работа от страна на изпълняващия произведението. Следователно, ако е налице създадената празнота, това е така, защото авторът е искал да я направи, като е наложил определен символичен заряд, който все още не е разкрит.
Вторият елемент на неясно представяне е обектът, носен от героя, който е облечен в зелено в горния ляв ъгъл. В ръцете му се явява тъмен предмет с прецизни контури, който може да се тълкува като шапка, подобна на тази на монаха с брада. Въпреки това за пореден път почитането на Винсент не може да бъде оставено извън символичния анализ на панелните елементи и поради този факт обектът може да бъде интерпретиран като една от реликвите на св. Винсент, покрита с тъмен плат. Покриването може да се дължи на опит да се скрие самоличността на реликвата, която лесно би могла да бъде идентифицирана от вярващия, дори ако тя се намира в реликварий.
Трябва да се отбележи още една подробност, която може да остане незабелязана поради цвета, избран да я представи. Същият герой, който държи шапката/ реликвата/, има на главата си нещо, което може да се каже, че е шапка с телесен цвят (което веднага ще изключи, че шапката, която държи, е негова), като формата, която косата приема на бретон по фланговете, не може да означава, че това е просто плешивост.
Вторият панел е панелът на рибарите. Тук трите основни фигури са в три нюанса на зеленото, като рибарите са загърнати със собствената си рибарска мрежа, което определено има смисъл.
На този панел има три елемента, които могат да дадат различно символично натоварване от очакваното след анализ. Първо, трябва да се подчертае рибарската мрежа, която загръща трима от седемте мъже на панела. Този факт може да се тълкува по различни начини. В акт на подигравка или просто ирония авторът може да показва с мрежата „човешкия риболов“, извършен в Африка по време на откритията. Този „човешки риболов“ обаче не е предназначен за мореплаватели, а за черните роби. В действителност може да се мисли само, че мрежите са поставени така, защото рибарите са ги носели през раменете си, без да се показва никаква злонамерена препратка или не, а само за да идентифицират героите като рибари. Има обаче факт, който не може да бъде пренебрегнат при анализа на риболовната мрежа: фактът, че мрежата не се наблюдава в радиоскопския анализ на панела. Това може да подсказва, че този елемент е добавен по-късно от някой различен от оригиналния автор. По този начин е възможно също така да се обясни недостигът на хроматични пигменти и бързата и малко упорита техника, използвана за боядисване на такъв обект. Трябва също да се отбележи, че увитите в мрежата, носят зелено, макар и в различни нюанси. Двете фигури в предната част ясно показват зеления цвят на дрехите им, третата, зад тези две, разкрива въпросния цвят в малък детайл, който може да остане незабелязан от невнимателните. Светлозелен триъгълник под „качулката“ на централната фигура предполага, че този трети герой носи роба; може да се твърди, че такъв елемент принадлежи към такава „качулка“, но след анализ на изрязването му се отбелязва, че би било трудно да има секция, която да виси по такъв начин.
Вторият елемент, който трябва да се подчертае, е проснатата фигура, а преден план е заел молитвена поза човек с измъчен вид, облечен в кафяво, той държи броеница. Неговият поглед е насочен директно към зрителя, което е странно, защото би следвало композиционно да гледа към свети Винсент. Той сякаш е отделен и самотен от останалите.  Трудно е да се анализира позицията му пред останалите трима, облечени в зелено, на преден план, както и факта, че носят различен цвят на дрехите. Освен това фактът, че той се моли към наблюдателя, а не към централната фигура на произведението, което трябва да е причината за неговото преклонение, също оставя някои съмнения за изясняване. И накрая, има броеница, използвана от този герой. Едни и същи мъниста може да сочат към факта, че тази броеница е направена от рибни прешлени. Налице е възможна хармония между мънистата на този предмет и корковите шамандури на риболовната мрежа.
Третият панел е този на кралете. Тук прави впечатление червената рокля на кралицата с различни ръкави- единият стегнат, а другият по широк и украсен. Роклята е леко отворена, което според изкуствоведите показва предишно раждане. Книгата, която е в средата е нарисувана така, че да може да се чете, но този текст не е обикновен. Първата страница идва от Евангелието на Йоан (14, 28-31):
| „ | ...защото Моят Отец е по-голям от Мене. И сега ви казах и това преди да се е сбъднало, та, кога се сбъдне да повярвате. Няма вече много да говоря с вас, защото иде князът на този свят, и в мене той няма нищо. Но отивам, за да разбере светът, че любя Отца и, както ми е заповядал Отец, тъй и правя. Станете да си идем оттук. | “ |

Мъжът с голямата черна шапка с бледо лице се идентифицира с принц Енрике Мореплавателя. Той е късо подстриган, което не съответства на модата от 15 век, както на другите персонажи от полиптиха, които са с дълга коса; късо подстригани са портретите, рисувани в бургундския двор на херцог Филип III Добрия. Този аргумент води изкуствоведите на мисълта, че изображението е всъщност на вече починалия към момента на създаването на произведението крал Дуарте, а Енрике е изобразен в действителност на петия панел заедно с другите принцове.
Четвъртият е Панелът на рицарите. Различните шапки на войниците символизират различен период на войните.
Петият панел е на принцовете. Тук са представени четири изображения на мъже в бяло, които са фон на четирима цветно облечени принцове-рицари в предната част. Всеки рицар е представен в различен цвят и има идентифициращи символи, които позволяват да се подозира неговата самоличност. Подозира се, че представляват четирите малки синове на крал Жуау I или по-малките братя на крал Дуарте: на първо място коленичил, вероятно Енрике; зад него - Педру, Жуау и Фернанду, както следва:
За Черният рицар над всички отгоре, в черно с мавритански шлем, дълга брада и коса и тънко лице се смята, че е инфант Фернанду. Инфантът-светец, който умира във Фес, след като е предложен като заложник от брат си инфанте Енрике в замяна на безпрепятственото отстъпление на португалските войски след военното им поражение при Танжер. Отражението върху шлема му е подобно на мавританския затворнически прозорец, както и на знака от кръста на Авис – военен орден, на който е магистър.
Червеният рицар вляво е инфант Жуау, конетабъл на Португалия, с кръстосан меч на гърдите, представлява типичен вид на символа на Ордена на Сантяго. Той е магистър на този орден, страстен защитник на каузата на Авис срещу народните бунтове, довели до провъзгласяването на брат му, инфантът Педру, за регент през малолетието на крал Афонсу V срещу претенциите на Дом Браганса. Той умира преди битката при Алфаробейра.
Зеленият рицар от дясната страна, с кръст на гърдите, е инфантът Педру, херцог на Коимбра, който е принц-регент по време на малолетието на Афонсу V. Той е облечен с колан символ на Ордена на жартиерата. Зеленото, което носи, се появява и в други изображения на други панели, а именно в образа на дъщеря му кралицата, омъжена за Афонсу V, и внук му, бъдещия Жуау II. Под пояса на жартиерата има символ, свързан с Дом Коимбра, печат (може би чук или скрипец?), показващ споменатата династия, противопоставяща се на Авис при претенциите за трона.
Лилавият рицар, коленичил отпред, не е в съгласие с останалите, защото той е единственият без шапка или ръкавици; краят на меча му е изкривен, коланът зад гърдите му (Орден на жартиера) е разхлабен и дупките са неправилно подравнени; на пояса се появява мистериозен символ (чук? ролка?), за който се смята, че е свързан с дом Браганса. Бялата коса заклеймява неговата напреднала възраст (той е единственият жив към изписването на картината върху панелите) и описанието съвпада с това на инфант Енрике, херцог на Визеу.
Лилавото, цветът на срама и несъвършенството на символите, изобличават позора, паднал върху него. Изглежда, по-специално, че от позите, видни на този панел, имат за цел да се унижи Енрике Мореплавателят, вероятно заради съюзяването му с Афонсу Браганса срещу брат му Педру, херцог на Коимбра в битката при Алфаробейра през 1449 г. Принц Енрике Мореплавателят е изобразен като магистър на Ордена на Христос, с това, което изглежда като кръст-висулка, която е на врата му. На лицето на Енрике е посивяло и е много различен от традиционните портрети.
Налице са също така много дискусии около възможните политически значения на този панел.  : Енрике е на колене, сякаш моли за прошка, докато Педру и Жуау изглежда „пазят“ над него. Медальонът на Ордена на Христос, представляващ кръст около врата на Енрике е счупен. Коланът, символ на ордена на жартиерата на Енрике е незакопчан, докато Педру го носи правилно. Дръжката на меча на Енрике е с усукана и драпирана в черно нишка, докато Педру и Жуау са с лъскави мечове, завързани със златни и сребърни нишки.Главата на Енрике е открита, докато Педру и Жуау носят шапки на благородници. Педру и Жуау са с бели ръкавици, може би за да се означи, че са без вина „с чисти ръце“, докато Енрике е без ръкавици. Енрике гледа напред към другия панел, сякаш иска прошка от кралската династия той я е „ощетил“, докато Педру и Жуау гледат към зрителите.
Шестият панел на този на реликвите. В дъното е изобразен изправен ковчег; мъж държи книга написана вероятно на еврейски език.

### Други произведения
- Света Джована Португалска, принцеса
- Свети Павел
- Свети Франциск

## Паметник
Нуно Гонсалвиш е изобразен на Паметник на Откритията в Лисабон, на брега на Атлантическия океан.